# Wolf Rainer Wendt
Wolf Rainer Wendt (* 14. Mai 1939 in Schwerin) ist ein deutscher Sozialarbeiter, Sozialpädagoge und Sozialarbeitswissenschaftler. Er entwickelte u. a. das systemisch-ökosoziale Handlungsmodell und hat das Konzept des Case Managements im deutschsprachigen Raum eingeführt.

## Leben von Wolf Rainer Wendt
Wendt ist in der DDR aufgewachsen und kam dort als Siebzehnjähriger u. a. wegen „Zersetzungsarbeit in der FDJ“ und „Staatsverleumdung“ für 18 Monate in Haft. Nach seiner Flucht in den Westen holte er das Abitur nach und studierte in Tübingen und Berlin Philosophie, Psychologie, Soziologie und Kunstgeschichte, erwarb das Diplom in Psychologie. 1969 wurde er in Tübingen mit einer Dissertation zur philosophischen Ästhetik in Interpretation der Kunst von Marcel Duchamp zum Dr. phil. promoviert, sein Doktorvater war der Philosoph und Pädagoge Otto Friedrich Bollnow. Nach dem Studium war Wendt als Erziehungsberater tätig und wurde Abteilungsleiter im Jugendamt Stuttgart. Von 1978 bis 2004 leitete Wendt als Professor die Fakultät für „Sozialwesen“ der Berufsakademie Stuttgart. Neben umfangreichen publizistischen Tätigkeiten ist er an Praxis- und Forschungsprojekten beteiligt, die sich am Case-Management-Konzept orientieren und sich mit Fragen der Zivilgesellschaft und der Sozialwirtschaft befassen. 2003 erhielt er eine Honorarprofessur an der Universität Tübingen.
1989 Mitbegründer der Deutschen Gesellschaft für Soziale Arbeit (DGSA), war er von 1993 bis 2009 deren Vorsitzender. Er war Mitherausgeber der „Brennpunkte Sozialer Arbeit“ und der „Schriftenreihe der Deutschen Gesellschaft für Sozialarbeit“, ist Mitglied des Redaktionsbeirates der „Blätter der Wohlfahrtspflege“ und der „Sozialwirtschaft“, Mitherausgeber der Zeitschrift „Case Management“. Von 2005 bis 2014 war Wendt auch Vorsitzender der Deutschen Gesellschaft für Care und Case Management (DGCC)und ist seither ihr Ehrenvorsitzender.
Wendt treibt die Theorieentwicklung in der Sozialen Arbeit voran, entwickelt das Case-Management-Konzept weiter. So u. a. mit der Handlungsanleitung zur „Sorgeberatung“. Er schreibt Grundlagenwerke zur Geschichte der Sozialen Arbeit (zuletzt in zwei Bänden 2016), zu Theorien der Sozialen Arbeit und zur Sozialwirtschaftslehre (s. Schriftenverzeichnis in: Mühlum/Rieger 2009). Von der philosophischen Basis seines Denkens zeugen Werke zur stoischen Ethik („Eignung – ethische Erwägungen“, 1989), zur Kulturanthropologie („Ritual und rechtes Leben“, 1994) und zur politischen Philosophie („Die Ordnung der Welt in Haus und Staat“, 2019).

## Das ökosoziale Handlungsmodell der Sozialen Arbeit nach Wendt
In seinen Büchern „Ökologie und Soziale Arbeit“ (1982) und der Fortführung „Ökosozial denken und handeln. Grundlagen und Anwendungen in der Sozialen Arbeit“ (1990) sowie „Das ökosoziale Prinzip. Soziale Arbeit, ökologisch verstanden“ (2010) beschreibt Wendt seinen ökosozialen Handlungsansatz in Grundzügen. Er sieht im ökologischen Denkmuster ein generelles Paradigma (ökosoziales Paradigma) und Leitmuster für Soziale Arbeit. Sie hat den Haushalt des Zusammenlebens und des Lebens von einzelnen Menschen mit seinen Beeinträchtigungen zum Gegenstand. Die Unwirtlichkeit, welche die Ausbeutung der Natur nach sich zieht, entspricht der Unwirtlichkeit der modernisierten Lebensumstände vieler Menschen. „Die heutige Gesellschaft hat unter ökologischen Gesichtspunkten für sich selber und für alle, die ihr angehören, die Aufgabe, humanes Leben in unserer Welt in nachhaltiger Weise auskömmlich zu gestalten.“ Von diesem Grundsatz ausgehend beschreibt Wendt neun Kategoriebereiche seines ökosozialen Modells:
- Haushalt und Lebensordnung
- Ökosoziale Bilanzierung
- Selbstorganisation
- Lebenslage
- Nischen und Kompetenzen
- Ressourcen
- Bewältigung (Coping)
- Unterstützung
- Vernetzung

Danach spricht Wendt von einem „Humanökosystem“ (systemischer Ansatz), in dem sich diese Kategorien spiegeln. Er sieht in der persönlichen Lebensführung ein Selbstmanagement, das durch ein Management der Sozialarbeit unterstützt wird. Dieses Unterstützungsmanagement ist das Fallmanagement, welches durch Einzelfallhilfe, Gemeinwesenarbeit und soziale Gruppenarbeit in die soziale Praxis wirkt.

## Sozialwirtschaftslehre
Wendt hat den ökosozialen Ansatz in den letzten Jahren in eine Sozialwirtschaftslehre eingebracht. In seiner Theorie der Sozialwirtschaft verbinden sich die Soziale Arbeit mit der Sorgearbeit von Menschen in ihrem eigenen Lebenskreis und beide mit einem haushaltenden Handeln in der öffentlichen und sozialen Daseinsvorsorge. Nach Wendt dient die Sozialwirtschaft instrumentell mit ihren Diensten und Einrichtungen unmittelbar der Wohlfahrt von Menschen, bleibt dabei aber durchaus abhängig vom Wirtschaftsgeschehen insgesamt. Funktional wird Sozialwirtschaft als die Weise bestimmt, in der in Sorge und Versorgung bedarfsorientiert und gemeinschaftlich nach Entscheidungen gehandelt wird, die gemäß dem ökosozialen Paradigma in (öffentlichen, gemeinschaftlichen und privaten) Haushalten zu treffen sind. Der in diesen Prozessen formell organisierte wie informelle „Unterhalt von Wohlfahrt“ ist der hauptsächliche Gegenstand der Sozialwirtschaftslehre. Er erstreckt sich von der sozialpolitischen Gestaltung von Versorgung (dem Wohlfahrtsregime) bis in die individuelle „Ökonomie der Lebensführung“.

## Wirtliches Handeln im Fokus
In den Werken 
"Wirtlich Handeln in Sozialer Arbeit" (2018),„Sorgen und wirtschaften“ (2021),„Wirtliche Verhältnisse“ (2023) und "Ökologie der Teilhabe" (2024) schreibt Wendt dem ökologisch mündigen Menschen und den ökologisch verantwortlichen Akteuren in Wirtschaft und Politik die Aufgabe der Gestaltung wirtlicher Verhältnisse zu, „die zu erhalten und zu schaffen Akteuren auf allen Ebenen des gesellschaftlichen Geschehens obliegt“. Im englisch geschriebenen Buch "Hosthood" (2025) hat Wendt den Leitsatz vorangestellt: "Humans are hosts, caring in common life".

## Schriften (Monographien)
- Ready-Made. Das Problem und der philosophische Begriff des ästhetischen Verhaltens. Meisenheim 1970
- Kindererholung. Ein sozialpädagogisches Curriculum. Stuttgart 1975.
- Ökologie und soziale Arbeit. Stuttgart 1982.
- Geschichte der Sozialen Arbeit. Stuttgart 1983 (5. Aufl. in zwei Bänden 2008)
- Eignung. Ethische Erwägungen. Frankfurt am Main 1987.
- Ökosozial denken und handeln. Freiburg i.Br. 1990.
- Ritual und rechtes Leben. Stuttgart 1994.
- Unterstützung fallweise. Freiburg i. Br. 1995.
- Zivilgesellschaft und soziales Handeln. Freiburg i. Br. 1996.
- Case Management im Sozial- und Gesundheitswesen. Freiburg i. Br. 1997 (5. Aufl. 2010)
- Soziales Wissensmanagement. Baden-Baden 1998.
- Sozialinformatik. Baden-Baden 1999.
- Sozialwirtschaftslehre. Baden-Baden 2002.
- Sozialwirtschaft – eine Systematik. Baden-Baden 2003.
- Sozial arbeiten und sozial wirtschaften. Freiburg i. Br. 2004.
- mit A. Wöhrle: Sozialwirtschaft und Sozialmanagement in der Entwicklung ihrer Theorie. Augsburg 2007.
- Das ökosoziale Prinzip. Freiburg i. Br. 2010, ISBN 978-3-7841-1957-1.
- Der soziale Unterhalt von Wohlfahrt. Baden-Baden 2011, ISBN 978-3-8329-7000-0.
- Sozialwirtschaft. Ein Brevier ihrer Lehre. Freiburg 2013, ISBN 978-3-86226-236-6.
- Soziale Versorgung bewirtschaften. Studien zur Sozialwirtschaft. Baden-Baden 2015, ISBN 978-3-8487-2179-5.
- Geschichte der Sozialen Arbeit 1. Die Gesellschaft vor der Sozialen Frage 1750–1900. 6., erweit. Auflage. Wiesbaden 2016, ISBN 978-3-658-15355-7.
- Geschichte der Sozialen Arbeit 2. Die Profession im Wandel ihrer Verhältnisse. 2., erweit. Auflage. Wiesbaden 2016, ISBN 978-3-658-15434-9.
- Ökonomie der Lebensführung. Wohlfahrtsbezogene Lebensführung im Kontext sozialen Wirtschaftens. Baden-Baden 2017, ISBN 978-3-8487-4375-9.
- Wirtlich handeln in Sozialer Arbeit. Die oekosoziale Theorie in Revision. Opladen 2018, ISBN 978-3-8474-2220-4.
- Die Ordnung der Welt in Haus und Staat. Gesellschaftliche Steuerung im westöstlichen Vergleich. Wiesbaden 2019, ISBN 978-3-658-27013-1.
- Kurze Geschichte der Sozialen Arbeit. Wiesbaden 2020, ISBN 978-3-658-30352-5.
- Ecology of Common Care. The Ecosocial Approach as a Theory of Social Work and Human Service. Cham 2021, ISBN 978-3-030-65698-0.
- Sorgen und wirtschaften. Zur Ökologie sozialer und ökonomischer Daseinsgestaltung. Wiesbaden 2022, ISBN 978-3-658-36132-7.
- Wirtliche Verhältnisse. Zur Ökologie lebensgemeinschaftlicher und individueller Existenz. Baden-Baden 2023. ISBN 978-3-7560-0544-4.
- Ökologie der Teilhabe. Am Wandel kompetent und mündig mitwirken. Baden-Baden 2024. ISBN 978-3-7560-1850-5.
- Hosthood. The human self in ecological transition. Baden-Baden 2025. ISBN 978-3-7560-3159-7.

Herausgeberschaften
- Studium und Praxis der Sozialarbeit. Stuttgart 1985
- Ambulante sozialpflegerische Dienste in Kooperation. Freiburg 1993
- Sozial und wissenschaftlich arbeiten. Status und Positionen der Sozialarbeitswissenschaft. Freiburg 1994
- Soziale Arbeit im Wandel ihres Selbstverständnisses. Beruf und Identität. Freiburg 1995
- Lehre und Praxis als Partner in der Sozialen Arbeit. Rudersberg 1995
- Sozialinformatik: Stand und Perspektiven. Baden-Baden 2000
- Innovation in der sozialen Praxis. Baden-Baden 2005
- (mit Peter Löcherbach) Case Management in der Entwicklung. Heidelberg 2006 (3. Aufl. 2017)
- (mit Peter Löcherbach) Standards und Fachlichkeit im Case Management. Heidelberg 2009
- Wohlfahrtsarrangements. Neue Wege in der Sozialwirtschaft. Baden-Baden 2010
- Sozialwirtschaftliche Leistungen. Versorgungsgestaltung und Wertschöpfungsprozesse. Augsburg 2011
- (mit Cornelia Hoßfeld) Bunte junge Praxis. Baltmannsweiler 2012
- Beratung und Case Management. Heidelberg 2012
- Zuwendung zum Menschen in der Sozialen Arbeit. Lage 2013
- Sorgen für Wohlfahrt. Moderne Wohlfahrtspflege in den Verbänden der Dienste am Menschen. Baden-Baden 2014.
- Soziale Bewirtschaftung von Gesundheit. Wiesbaden 2017
- (mit Peter Löcherbach) Care und Case Management. Transprofessionelle Versorgungsstrukturen und Netzwerke. Stuttgart 2020
- (mit Joachim Faulde) Wohlfahrtspflege im ländlichen Raum. Baden-Baden 2024